# Breendonk
Pour le fort militaire et camp de concentration, voir Fort de Breendonk.
Breendonck (en néerlandais : Breendonk) est une section de la commune belge de Puers-Saint-Amand située en Région flamande dans la province d'Anvers. C'était une commune à part entière avant la fusion des communes de 1977.

## Histoire
Le village est tristement célèbre pour son Fort qui a servi de camp de concentration pendant la Seconde Guerre mondiale,. Celui-ci se trouve en fait sur la commune voisine de Willebroeck.

## Démographie

### Évolution démographique
- Sources : INS, Rem. : 1831 jusqu'en 1970 = recensements, 1976 = nombre d'habitants au 31 décembre[4].

## Personnalités liées
- Gaston de Buisseret Steenbecque de Blarenghien (1831-1888), en fut le bourgmestre
- Albert Moortgat, fondateur de la Duvel et bourgmestre collaborateur
- Otto Kropf, photographe